# دين إنغهام
دين إنغهام (بالإنجليزية: Dane Ingham)‏ (8 يونيو 1999 بليزمور في أستراليا - ) هو لاعب كرة قدم نيوزلندي في مركز الدفاع. لعب مع نادي بريزبان رور.

## وصلات خارجية
- دين إنغهام على موقع الاتحاد الدولي (مؤرشف)  (الإنجليزية)
- دين إنغهام على موقع قاعدة بيانات كرة القدم.إي يو (الإنجليزية)
- دين إنغهام على موقع بيانات كرة القدم. دي إي (الألمانية)
- دين إنغهام على موقع ناشيونال فوتبول تيمز (الإنجليزية)
- دين إنغهام على موقع Soccerway.com (الإنجليزية)
- دين إنغهام على موقع عالم كرة القدم.نت (الإنجليزية)
- دين إنغهام على موقع أوليمبيديا (الإنجليزية)
- دين إنغهام على موقع اللجنة الأولمبية النيوزيلندية (الإنجليزية)